# Jo Bergsvand
Jo Kristoffer Bergsvand (25 ottobre 1960) è un ex calciatore norvegese, di ruolo attaccante.

## Carriera

### Club
Bergsvand passò dal Kjelsås al Vålerengen nel 1983. Nello stesso anno, la squadra vinse il campionato. Nel 1988, passò al Lyn Oslo, per cui giocò 9 partite e realizzò 2 reti. Esordì in squadra il 30 aprile, nel successo per 2-3 sul campo del Kvik Halden. Il 19 giugno arrivò la prima rete, nella vittoria per 0-2 in casa del Drøbak/Frogn. Nel 1989, fu ingaggiato dal Frigg, mentre nel 1990 tornò al Vålerengen.

### Nazionale
Bergsvand disputò una partita per la Norvegia.

## Palmarès

### Club

#### Competizioni nazionali
- Campionato norvegese: 1

Vålerengen: 1983